# Lège-Cap-Ferret
Lège-Cap-Ferret é uma comuna francesa na região administrativa da Nova Aquitânia, no departamento da Gironda. Estende-se por uma área de 94,31 km². Em 2010 a comuna tinha 8 545 habitantes (densidade: 90,6 hab./km²).